# Alles is nu
Alles is nu is een lied van de Nederlandse zanger en rapper Diggy Dex. Het werd in 2018 als single uitgebracht en stond in hetzelfde jaar als twaalfde track op het album Karavaan.

## Achtergrond
Alles is nu is geschreven door Koen Jansen en René van Mierlo en geproduceerd door Jansen, Van Mierlo en Marcel Tegelaar. Het is een lied uit het genre nederhop met effecten uit de folk en nederpop. In het lied rapt en zingt de artiest over het leven in het nu en hoe nadenken over het verleden en de toekomst je kan tegenhouden om te genieten van het leven. Diggy Dex beschreef het nummer als een "mantranummer".

## Hitnoteringen
De zanger had weinig succes met het lied in de hitlijsten van Nederland. De Single Top 100 werd niet bereikt en er was ook geen notering in de Top 40. Bij laatstgenoemde was er wel de elfde plaats in de Tipparade. 